# Luo Mu
Luo Mu (xinès simplificat: 罗牧; xinès tradicional: 羅牧; pinyin: Luó Mù), conegut també com a Fanniu, fou un pintor, cal·lígraf, escriptor i poeta xinès que va viure sota la dinastia Qing. Va néixer l'any 1622 i va morir el 1706. Era oriund de Ningdou, província de Jiangxi. Va residir a Nanchang (Jianxi). Xu Yuxi va ser un dels seus amics.
Luo Mu va ser un pintor paisatgista, especialitzat en muntanyes. La seva activitat artística estava relacionada amb el denominat “estil Jianxi”. Entre les seves pintures destaca: “Paisatge de tardor”. Es troben obres seves en els següents museus: El Metropolitan Museum de Nova York (Estats Units), el Nationalmuseum d'Estocolm (Suècia) i el Museu Nacional del Palau de Taipei (Taiwan).